# إم 42
"إم 42" M42 هي شركة تأسست عام 2023، نتيجة مشروع مشترك بين "مجموعة 42 للرعاية الصحية G42 Healthcare" وشركة مبادلة للاستثمار بأبوظبي، بهدف دمج أصولهما بقطاع الرعاية الصحية.

## الجهات التابعة

### المستشفيات والمراكز التابعة
- كليفلاند كلينك أبو ظبي.
- مستشفى هيلث بوينت..
- مستشفى الشيخ سلطان بن زايد.
- مركز إمبريال كوليدج لندن للسكري.
- مركز أبو ظبي لجراحة الركبة والطب الرياضي.[2]
- مركز أبو ظبي للتطبيب عن بعد.
- مركز العاصمة للفحص الصحي.
- مركز ووريدول للعمود الفقري.[3]
- ديافيرم الأوروبية لغسيل الكلى.[4]
- حصة في شركة مانيبال هيلث انتربرايزس الهندية «مانيبال»: تقوم بخدمة 6 ملايين مريض سنويا من خلال أكثر من 30 مستشفى بالهند. [5]
- الشرقية المتحدة للخدمات الطبية «يو إي ميديكال» UEMedical والتي تشمل:[6]
  - مستشفى دانة الإمارات.
  - مراكز هيلث بلاس التخصصية.
  - مراكز هيلث بلاس للإخصاب.
  - مستشفى مورفيلدز للعيون في أبو ظبي،
  - الحصة المملوكة للشركة من مجموعة عيادات المسواك للأسنان والأمراض الجلدية في السعودية.
- أمانة للرعاية الصحية.[7]

### أخرى
- مختبرات بايوجينكس.[7]
- جوفينسينس.[8]
- المختبر المرجعي الوطني.
- مركز توام للتصوير الجزيئي.
- حصة في شركة زيليس "Zelis".[9]
- جلوبال ميديكال سبلاي تشين.[10]
- الاتحاد للأدوية.[10]
- كليكس بايو ويتبعها:[11]
  - بايوفنتشر.
  - بايوفنتشر هيلث كير.
  - جلف إنجكت.
  - ويل فارما.

## أنظر أيضاً
- بيور هيلث القابضة
- إن إم سي هيلث
- ميديكلينيك إنترناشونال
- مجموعة مستشفيات ثومبي
- مجموعة مستشفيات الإمارات
- السعودي الألماني الصحية
- مستشفيات ومراكز مغربي